# Thân hậu (Chu U vương)
Thân hậu (chữ Hán: 申后; ? - ?) hay còn gọi Thân Khương (申姜), là Vương hậu đầu tiên của Chu U vương trong lịch sử Trung Quốc, vua thứ 12 của nhà Chu. Bà là mẹ Chu Bình vương, vị vua đời sau.
Hai mẹ con bà bị phế do Chu U vương sủng ái mỹ nhân Bao Tự. U vương phế và phế cả ngôi thái tử của Nghi Cữu - con trai bà, lập con của Bao Tự làm thái tử. Nhờ cha bà là Thân hầu liên thủ với quân Khuyển Nhung, con trai bà được khôi phục quyền kế vị và lên ngôi năm 770 TCN.

## Tiểu sử
Thân hậu họ Khương, là Công chúa nước Thân nên được gọi Thân Khương (hầu hết các phụ nữ thời Tiên Tần đều gọi bằng nơi sinh và thêm họ gia tộc phía sau). Bà là con gái của Thân hầu, vua nước Thân. Bà có chị em là Thân Vũ Khương, mẹ Trịnh Trang công.
Không rõ năm bà gả cho Chu U vương và sách lập Vương hậu. Năm 781 TCN, bà sinh con trai Cơ Nghi Cữu, được U vương phong làm Thái tử. Tuy nhiên, Thân hậu thất sủng sau khi U vương nạp Bao Tự làm Phi, ngày đêm ân ái. Năm 778 TCN, Bao Tự sinh Cơ Bá Phục, được U vương yêu thích.
Truyền thuyết kể Bao Tự ít khi cười. U vương cố làm nàng vui bằng cách đốt lửa trên tháp, vờ có giặc để chư hầu đem quân cứu giá. Chư hầu đến nơi thì không thấy biến, lại thấy U vương và Bao Tự đứng trên cao cười đắc chí. Thân hậu không vui nên mắng Bao Tự. Năm 774 TCN, U vương phế Thân hậu và Nghi Cữu; lập Bao Tự làm Hậu, Bá Phục làm Thái tử thay thế.
Thân hầu muốn thay con và cháu ngoại rửa hận nên đã liên hệ nước Tằng (nay là Phương Thành, tỉnh Hà Nam) và quân Khuyển Nhung để đánh chiếm Cảo Kinh. U vương vội đốt lửa triệu các chư hầu tới cứu, chư hầu nghĩ tiếp tục bị lừa nên không đem quân cứu viện. U vương bất lực bỏ chạy cùng Bao Tự và Bá Phục, bị quân Khuyển Nhung giết. Khuyển Nhung tiếp tục cướp giết người trong kinh thành. Thân hầu khi này ân hận, viết thư triệu chư hầu các nước Tấn, Tần, Vệ và Trịnh đến giúp.
Năm 770 TCN, quân bốn nước kéo đến đánh bại Khuyển Nhung rồi ủng lập Nghi Cửu lên ngôi, tức Chu Bình vương. Từ đó không còn ghi chép về Thân hậu.